# Asaf Jah al III-lea
Asaf Jah al III-lea (Nawab Mir Akbar Ali Khan Siddiqi Bayafandi Bahadur, Sikander Jah, Asaf Jah III, n. 11 noiembrie 1768, Hyderabad, Hyderabad State⁠(d) – d. 21 mai 1829, Hyderabad, Hyderabad State⁠(d)) a fost al treilea rajah (nizam) al principatului Hyderabad din India, în perioada 1803-1829. El s-a născut la Chowmahalla Palace, Hyderabad, India, fiind al doilea fiu al regelui Asah Jah II. A fost căsătorit pentru prima dată cu Jahan Parwar Begum Sahiba (Haji Begum). A doua sa soție a fost Fazilath Unisa Begum (Chandni Begum).
Teritoriul condus de acesta era în mare parte guvernat de Imperiul Britanic.

## Domnia lui  Nizam Sikandar Jah III?
În timpul domniei sale, un cantonament britanic a fost înfiintat în Hyderabad și zona a fost botezată după el ca Secunderabad. Fiul său Samsamadaula ( sau Mir Basheeruddin Ali Khan ) a fost consilier al apărării. Dar el nu avea nici un pact cu britanicii pentru menținerea contingentului. 

## Cei mai scumpi papuci din lume Nizam Sikandar Jah III
Ceea ce a rămas de-a lungul istoriei de pe urma sa, sunt cei mai scumpi papuci de casă. Spre deosebire de alte perechi de papuci, aceștia au fost realizați manual din fir de aur. Ceea ce este cu totul diferit la acești papuci este modul în care au fost transmiși din generație in generație. Astfel, în momentul în care a murit Nizam Sikandar Jah III, tronul Indiei a venit o dată cu această pereche de papuci, îndreptându-se de la o regalitate la alta.
Papucii sunt brodați cu aur. Această încălțăminte este decorată cu rubine, diamante, smaralde, dar și alte pietre prețioase. Papucii au devenit astfel un simbol al regalitații, incepând din secolul XVIII, iar în prezent îi puteți vedea la Muzeul de Pantofi Bata din India.